# Trichoderma harzianum
Trichoderma harzianum es un hongo beneficioso para las plantas, ampliamente utilizado como agente de control biológico contra diversos patógenos vegetales. Se utiliza en aplicaciones foliares, tratamiento de semillas y suelo para el control de diversas enfermedades producidas por hongos. Algunos productos comerciales fabricados con este hongo han sido efectivos en el control de Botrytis, Fusarium y Penicillium sp.. También se utiliza para la obtención de enzimas de uso industrial.

## Taxonomía y genética
La mayoría de las especies del género Trichoderma no tienen un periodo sexual, únicamente producen esporas asexuales. Sin embargo a unas pocas líneas de Trichoderma sí se les conoce un periodo sexual, pero no entre las líneas que se usan en el control biológico. La fase sexual, cuando se produce, se encuentra entre los Ascomicetos del género Hypocrea. Su taxonomía se ha basado tradicionalmente en las diferencias morfológicas, inicialmente en los órganos de esporulación asexual, pero ahora se están utilizando más estudios moleculares, debido a los cuales, el taxón ha pasado de nueve a más de treinta y tres especies.
La mayoría de las cepas de este hongo están adaptadas a un ciclo de vida asexual. En ausencia de meiosis, la plasticidad cromosómica es la norma, y diferentes cepas tienen diferentes números de cromosomas. La mayoría de las células tienen varios núcleos, pasando de cien en algunas células vegetativas. Varios factores genéticos asexuales, tal como la recombinación parasexual, mutación y otros procesos que contribuyen a la variación. De este modo, el hongo se adapta y evoluciona rápidamente. Existe una gran diversidad en el genotipo y fenotipo de las cepas silvestres.
Mientras que las cepas silvestres son muy adaptables y pueden ser heterocarióticas (contienen núcleos genotipicamente distintos en un mismo organismo), las cepas usadas en control biológico en agricultura son, o deben ser, homocarióticas (todos los núcleos son genéticamente similares o idénticos). Esto, junto con un estricto control de la variación a través de la deriva genética, permite que estas cepas comerciales sean genéticamente distintas y no variables. Este es un punto de control de calidad muy importante para cualquier empresa que desee comercializar estos organismos.

## Micoparasitismo
Trichoderma spp. son hongos que están presentes en casi todos los suelos. Normalmente son los hongos con mayor presencia en ellos. También se dan en otros hábitats. 
Trichoderma coloniza rápidamente las raíces de las plantas. Trichoderma spp. también ataca, parasita y/o se alimenta de otros hongos. Ha desarrollado numerosos mecanismos para atacar a otros hongos y a la vez mejorar el crecimiento de las raíces de las plantas. Diferentes cepas de Trichoderma han mostrado un buen control de hongos patógenos en ensayos realizados.